# Hakka
För andra betydelser, se Hakka (olika betydelser).
Hakka (客家, pinyin: Kèjiā) är en folkgrupp inom majoritetsfolket han som ofta talar dialekten hakka och som är koncentrerad i sydöstra Kina. Frågan om hakka är en separat etnisk grupp är kontroversiell och de räknas traditionellt till den hankinesiska etniska gruppen.
Hakka betyder ordagrant "gästfolket" och härstammar från hankineser som började utvandra från norra Kina i samband med den politiska oron i övergången mellan Tangdynastin och Songdynastin under 900-talet. De första utvandrarna bosatte sig i underbefolkade områden på gränsen mellan dagens Jiangxi- och Fujian-provinser. Vid Songdynastins fall och mongolernas upprättande av Yuandynastin på 1200-talet fortsatte många hakka att utvandra till området kring Meixian i dagens Guandong-provins. I början på Qingdynastin bosatte sig hakka-migranter i obebodda delar av norra Guangdong. Ytterligare en våg av hakka-migration inträffade i samband med Taipingupproret (1850–1864), vilket leddes av hakka.
Trots att hakkafolket bott i södra Kina sedan generationer tillbaka har de behållit sin egen kultur och dialekt och betraktats som främlingar av de "ursprungliga" befolkningarna i södra Kina, ofta kallade punti (本地). Vid flera tillfällen har punti- och hakka-befolkningarna utkämpat hårda strider om land och lokala resurser. På grund av de yttre hoten har hakka ofta bott i befästa byar som fortfarande existerar i södra Kina, som t.ex. Fujian Tulou.
Hakka-folket har ett delvis annat familjesystem och andra ritualer än den övriga hankinesiska befolkningen. Månggifte har av hävd varit ovanligt och hakka-kvinnor praktiserade inte fotbindning i någon större utsträckning.
Idag bor de flesta hakka i sydöstra Kina och är särskilt koncentrerade i prefekturerna Meizhou, Heyuan, Shaoguan och Huizhou i Guangdong-provinsen, Ganzhou i Jiangxi-provinsen och Longyan och Sanming i Fujian-provinsen. Betydande hakka-befolkningar finns också i Hunan- och Sichuan-provinserna. Trots den stora geografiska spridningen är hakka-dialekten begriplig för talare från olika delar av landet.
Många viktiga politiker och revolutionärer har sitt ursprung i hakka-folket, såsom upprorsledaren Hong Xiuquan, politikerna Deng Xiaoping, Hu Yaobang, Lee Kwan-Yew och militären Zhu De.